# Vivero de Can Borni
El vivero de Can Borni se encuentra en la montaña del Tibidabo, en el Distrito de Horta-Guinardó de Barcelona. Fue un antiguo vivero de plantas nuevas del instituto de Parques y jardines de Barcelona y actualmente es un jardín público. Fue construido entre 1917 y 1923.

## Descripción
El autor del proyecto fue el paisajista Nicolau Maria Rubió i Tudurí, director de Parques y jardines de Barcelona, quien lo concibió como un jardín de aclimatación de cara a la Exposición Internacional de Barcelona de 1929. El diseño del jardín muestra la influencia de la jardinería hispanoárabe, como en otros proyectos coetáneos del arquitecto como los Jardines de Laribal, que confeccionó en colaboración con Jean-Claude Nicolas Forestier. Así, el terreno se estructura en diversas terrazas por las que transcurre un canal de agua que mana de una alberca superior, procedente de una fuente de la montaña. La vegetación está formada principalmente por especies mediterráneas. El jardín cuenta con un centro de interpretación de la naturaleza.
El nombre Can Borni («casa del tuerto») procede de una antigua masía ubicada en el terreno, descrita por el padre Clapés en su crónica de 1843.
El vivero fue restaurado en 2006.